# Picos
Picos – niewielkie miasteczko w Republice Zielonego Przylądka, na wyspie Santiago.